# Thomas Pitt, 2. Baron Camelford

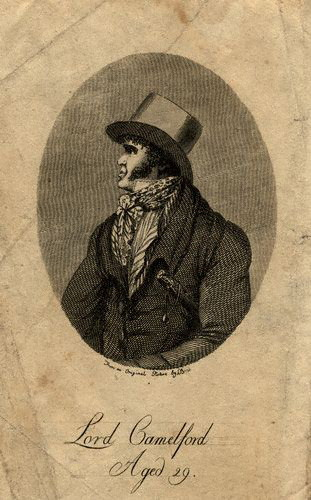
Thomas Pitt, 2. Baron Camelford

Thomas Pitt, 2. Baron Camelford (* 19. Februar 1775 in Boconnoc, Cornwall; † 10. März 1804 in London) war ein britischer Peer und Seeoffizier.

## Jugend und Ausbildung
Thomas Pitt war der einzige Sohn von Thomas Pitt, 1. Baron Camelford und dessen Frau Anne, Tochter eines reichen Londoner Kaufmanns. Seine Familie gehörte zur reichen und einflussreichen Oberschicht; er zählte allein drei Premierminister zu seiner Verwandtschaft. Pitt wuchs isoliert auf dem einsam gelegenen Landsitz der Familie in Cornwall auf. Im Alter von elf Jahren kam er auf eine Privatschule im schweizerischen Neuenburg (Neuchâtel), wo er drei Jahre lang blieb, die er später als die glücklichsten seines Lebens bezeichnete. Mit 14 wurde er in die Charterhouse School im englischen Godalming in Surrey geschickt, aus der er bald weglief. Mit Erlaubnis seines Vaters wurde er Seekadett unter Kapitän Edward Riou auf der Guardian, die in der Nähe des Kaps der Guten Hoffnung einen Eisberg streifte. Der größte Teil der Mannschaft verließ das Schiff, aber mit Pitts Hilfe und unterstützt durch die restliche Crew und die Passagiere, darunter Sträflinge, gelang es Riou, das Schiff zur Tafelbucht zu bringen.

## Die Vancouver-Expedition

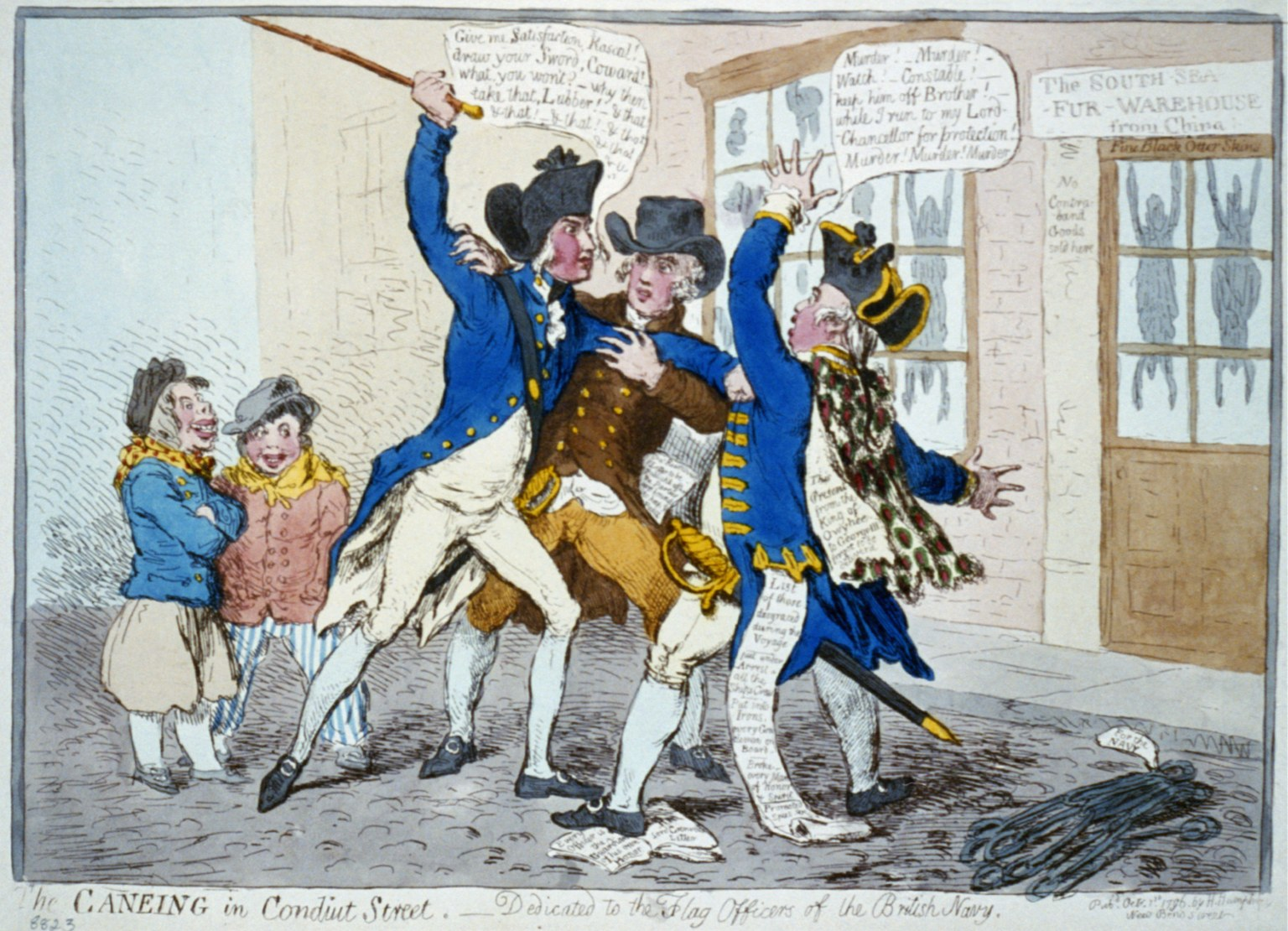
The Caneing in Conduit Street von James Gillray (1796), eine Karikatur von Pitts Überfall auf George Vancouver

Am 13. März 1791 ging Pitt an Bord der Discovery, um an der Expedition von George Vancouver zur Erforschung der Pazifikküste Nordamerikas von Kalifornien über Oregon, Washington und British Columbia bis nach Alaska, mit Weiterfahrt nach Hawaii und Australien, teilzunehmen; er erhoffte sich davon einen Karrieresprung und eine gute Ausbildung. Da die Offizierskojen alle belegt waren, heuerte er als Vollmatrose an. Ein Freund der Familie wurde offiziell mit der Aufsicht des widerspenstigen 16-Jährigen betraut.
Auf Tahiti wurde Pitt wegen eines Verstoßes gegen ein von Vancouver erlassenes Verbot ausgepeitscht: Pitt hatte einer Einheimischen ein Stück eines Fassreifens geschenkt; Metall war auf der Insel sehr begehrt. Beziehungen zu Eingeborenen waren jedoch strikt untersagt, nachdem diese 1789 zur Meuterei auf der Bounty geführt hatten. Zudem waren die Kapitäne angehalten, Diebstähle schwer zu bestrafen. In Port Stewart wurde Pitt wegen unerlaubten Handels erneut ausgepeitscht und ein weiteres Mal, weil er aus Unfug einen Kompass zerbrochen hatte. Schließlich wurde er in Ketten gelegt, weil er während der Wache eingeschlafen war. Diese wiederholten Demütigungen durch einen Mann von „niedriger Geburt“ erzeugten beim standesbewussten Pitt einen wachsenden Groll auf Vancouver. Zu diesem Zeitpunkt wusste kein Mitglied der Mannschaft und auch er selbst nicht, dass Pitt durch den Tod seines Vaters am 19. Juni 1793 inzwischen dessen Titel Baron Camelford, of Boconnoc in the County of Cornwall, geerbt hatte und Mitglied des House of Lords geworden war.
Als die HMS Daedalus die Expedition verließ, um nach England zurückzukehren, schickte Vancouver Pitt, nun Lord Camelford, ebenfalls mit dem Schiff nach Hause, zusammen mit einem Brief an den Under-Secretary of State for War Evan Nepean, in dem er sich über das Verhalten von Pitt beklagte. Pitt verließ jedoch die Daedalus in Hawaii und schaffte es von dort nach Malakka, wo er am 7. Dezember 1794 als Vollmatrose auf der HMS Resistance anheuerte. Er wurde zum diensttuenden Lieutenant befördert, aber im November 1795 entlassen, und er musste das Schiff verlassen. Er reiste mit der Union weiter, die an der Küste Ceylons strandete; schließlich schaffte es Pitt doch noch bis nach Hause.
Inzwischen war Vancouver nach der Beendigung seiner Expedition nach England zurückgekehrt. Dort wurde er von Freunden und der Familie Pitts, darunter dessen Cousin, Premierminister William Pitt, angefeindet. Im August 1796 schickte Pitt einen Brief voller Beleidigungen an Vancouver und forderte ihn zum Duell. Vancouver antwortete ihm, dass es ihm nicht möglich sei, auf privater Ebene sein Verhalten im Amt zu verteidigen (engl.: that he was unable "in a private capacity to answer for his public conduct in his official duty"). Er bot stattdessen an, sein Verhalten offiziell von der Marine überprüfen zu lassen. Pitt schlug dieses Angebot jedoch aus und griff Vancouver stattdessen in London auf der Straße mit einem Stock an. Vancouvers Bruder Charles warf sich dazwischen und begann, Pitt zu verprügeln, bis Passanten die Männer trennten. Vancouver hatte sich auf dem Weg zu Lordkanzler Lord Loughborough befunden, um sich mit ihm wegen des Streites mit Pitt zu beraten. Nach dem Überfall setzten er und sein Bruder ihren Weg fort und berichteten Loughborough davon; dieser überzeugte Pitt, für ein Jahr Ruhe zu geben.
Wenige Tage später erschien in einer Zeitung eine Karikatur von James Gillray, einem Freund der Pitts, in der George Vancouver als Schwächling und Feigling diffamiert wurde. Vancouver, der inzwischen schwer erkrankt war, zog sich aus der Öffentlichkeit zurück und bearbeitete die Berichte seiner Schiffsreise; er starb 1798. Nach der Publikation dieser Berichte und Landkarten erhielt er postum die Anerkennung, die ihm zuvor verweigert worden war.

## Letzte Jahre
1797 wurde Thomas Pitt zum Lieutenant befördert und zum diensttuenden Kommandanten der HMS Favourite ernannt. Dies geschah über den Kopf ihres bisherigen kommandierenden Lieutenants Charles Peterson hinweg, der dienstälter als Pitt war. Zwischen den beiden Männern kam es zu erheblichen Spannungen. Am 13. Januar 1798 erschoss Pitt Peterson auf Antigua, weil dieser einen Befehl verweigert hatte; er wurde vor ein Gericht gestellt, jedoch freigesprochen, vermutlich weil es zu dieser Zeit zu den Meutereien von Spithead und Nore kam und die Marineführung deshalb äußerst nervös war. Im Oktober 1797 kommandierte Pitt ein Schiff in der Nähe von Grenada und griff eine vermeintlich feindliche, aber in Wirklichkeit englische Festung an. Auf Barbados versuchte er, Männer zum Dienst auf See zu pressen, was an sich legal war, doch Pitt erschoss dabei zwei Männer, die sich ihm widersetzten. Seine Familie und sein Rang schützten ihn ein weiteres Mal vor den Folgen seiner Handlungen. Der Oberbefehlshaber der Westindischen Flotte schickte Pitt jedoch zurück nach England.
Dort fiel Thomas Pitt durch immer wilderes und gewalttätigeres Verhalten auf. In der Presse wurde er bald half-mad lord genannt. Im Mai 1799 wurde er verurteilt, weil er einen Mann bei einem Streit eine Treppe hinabgestoßen hatte; das war nur eine von vielen Schlägereien, in die er verwickelt war. Im Januar 1802 warf eine wütende Menschenmenge die Fenster seines Hauses ein, weil er sich weigerte, das Gebäude zur Feier des Friedensschlusses mit Frankreich zu illuminieren. 1804 stritt er sich mit seinem Freund Captain Best, weil dieser angeblich eine abfällige Bemerkung über Pitt zu dessen Geliebter gemacht hatte; die Frau, eine Edelprostituierte, war zuvor mit Best liiert gewesen. Pitt forderte Best zum Duell auf und lehnte spätere Bemühungen von Best um eine Versöhnung ab. Am 7. März 1804 trafen sich die beiden auf dem Gelände von Holland House. Thomas Pitt verfehlte den Gegner, Best aber traf und schoss Pitt in die Brust. Dieser starb drei Tage später im Alter von 29 Jahren an seinen Verletzungen.

## Hinterlassenschaft
In seinem Testament, das er in der Nacht vor dem Duell geschrieben hatte, forderte Pitt, dass Best nicht für seinen eventuellen Tod zur Verantwortung gezogen werden solle. Sein einbalsamierter Leichnam wurde in einen prächtigen silberbeschlagenen Sarg gebettet und dieser in die Krypta der St. Anne’s Church in Soho gebracht. Pitt hatte in seinem Testament bestimmt, dass er auf der St. Petersinsel im Bielersee in der Schweiz beerdigt werden wolle, „in the cheapest manner“ (dt. „auf billigste Weise“). Er wollte seine letzte Ruhe unter drei bestimmten Eichen finden, unter denen er während seiner Internatszeit oft gesessen und gelesen hatte, wie im Jahre 1765 schon Jean-Jacques Rousseau. Die Begründung für seinen Wunsch lautete: „Others adorn their abode while living, and it is my fancy to adorn mine when dead.“ (dt. „Andere zieren ihre Umgebung, während sie leben, und es ist meine Vorstellung, meine zu zieren, wenn ich tot bin.“) Auf seinem Grab solle ein Busch or some such thing gepflanzt, aber kein Stein aufgestellt werden. Zu diesem Zweck hinterließ Pitt dem Berner Burgerspital, dem die Insel gehörte, die Summe von 1000 Pfund.
Durch den fortdauernden Krieg auf dem Kontinent war ein Transport des Leichnams in die Schweiz jedoch nicht möglich. Nach Beendigung des Krieges verweigerten Vertreter der Anglikanischen Kirche die Entnahme des Sarges aus dem Gewölbe. Im Zweiten Weltkrieg wurde die St. Anne's Church durch Bomben zerstört und schließlich abgerissen. Auf dem Grundstück entstand später ein Parkhaus, unter dem sich die erhalten gebliebenen Gewölbe der Kirche und darin der Sarkophag mit Lord Camelfords sterblichen Überresten befinden.
Kurz nach seinem Tod erschien das Buch Life, Adventures, and Eccentricities of the late Lord Camelford.

## Persönliches
Lord Camelford wurde von denen, die ihn persönlich gut kannten, als ein Mensch beschrieben, der die Gaben gehabt habe, ein erfülltes Leben zu führen. Er war äußerst belesen und interessierte sich für Mathematik, Chemie und Theologie. Er wurde als großzügig und hilfsbereit beschrieben. Er war „a singular compound of virtues and vices, some of which were directly opposed, yet ruled him by turns“ (deutsch „eine eigentümliche Mischung aus Tugenden und Lastern, von denen manche in direktem Gegensatz zueinander standen und ihn dennoch abwechselnd beherrschten“).
Archibald Philip Primrose, 5. Earl of Rosebery, der mit der Familie Pitt verwandt war, schrieb über Thomas Pitt:

„Seine Existenz war turbulent, zügellos, verrückt [...]. In seiner Person lebten all die Übel und Schandtaten der Mohawks [Londoner Straßenbande, die sich nach den Irokesen benannt hatte] wieder auf. Bullterrier, Knüppel, Prügeleien aller Art wurden mit ihm in Verbindung gebracht. Krawalle aller Art waren sein Lebenselixier, besonders publikumswirksame Tumulte.“

Pitt war unverheiratet und starb kinderlos. Der Titel Baron Camelford erlosch bei seinem Tod. Seine einzige Schwester, Anne, war mit William Grenville, 1. Baron Grenville verheiratet.